# Chorizema
Chorizema es un género de plantas con flores perteneciente a la familia Fabaceae. Comprende 61 especies descritas y de estas, solo 20 aceptadas.

## Taxonomía
El género fue descrito por Jacques Julien Houtton de La Billardière y publicado en Relation du Voyage à la Recherche de la Pérouse 1: 404. 1800.

## Especies aceptadas
A continuación se brinda un listado de las especies del género Chorizema aceptadas hasta julio de 2014, ordenadas alfabéticamente. Para cada una se indica el nombre binomial seguido del autor, abreviado según las convenciones y usos.	
- Chorizema aciculare (DC.) C.A.Gardner
- Chorizema carinatum (Meisn.) J.M.Taylor & Crisp
- Chorizema circinale J.M.Taylor & Crisp
- Chorizema cordatum Lindl.
- Chorizema cytisoides Turcz.
- Chorizema dicksonii Graham
- Chorizema diversifolium A.DC.
- Chorizema genistoides (Meisn.) C.A.Gardner
- Chorizema glycinifolium (Sm.) Druce
- Chorizema humile Turcz.
- Chorizema ilicifolium Labill.
- Chorizema nanum (Andrews) Sims
- Chorizema nervosum T.Moore
- Chorizema obtusifolium (Sweet) J.M.Taylor & Crisp
- Chorizema parviflorum Benth.
- Chorizema racemosum (Meisn.) J.M.Taylor & Crisp
- Chorizema reticulatum Meisn.
- Chorizema retrorsum J.M.Taylor & Crisp
- Chorizema rhombeum R.Br.
- Chorizema rhynchotropis Meisn.
- Chorizema spathulatum (Meisn.) J.M.Taylor & Crisp
- Chorizema trigonum Turcz.
- Chorizema ulotropis J.M.Taylor & Crisp
- Chorizema uncinatum C.R.P.Andrews
- Chorizema varium Paxton